# Alfons XI van Castilië
Alfons XI (13 augustus 1311 — vóór Gibraltar, 26 maart 1350) was koning van Castilië en León van 1312 tot aan zijn dood.

## Afkomst
Alfons was de enige zoon van Ferdinand IV van Castilië en diens echtgenote Constance van Portugal.

## Loopbaan
Toen zijn vader Ferdinand IV in 1312 onverwacht overleed, werd Alfons op eenjarige leeftijd in Jaén uitgeroepen tot koning van Castilië. 
 Feitelijk werd de regering overgenomen door de koningin-moeder Constance, zijn ooms de prinsen Peter en Filip, en de koningin-grootmoeder Maria van Molina.
Voortdurende onenigheid tussen dit viertal leidde ertoe dat Maria van Molina ten slotte alleen regeerde. Nadat zij in 1321 stierf, dreigde er wanorde te ontstaan. Alfons besteeg de troon in 1325 op 14-jarige leeftijd en wist de opstandige edelen aan zijn koninklijk gezag te onderwerpen.
Hij slaagde hierin door meer macht aan de steden toe te kennen en door in het ambtelijke apparaat ook niet-adellijke personen op te nemen.
In 1325 trouwde hij met Constance Manuel van Peñafiel, dochter van Juan Manuel van Peñafiel. Dit huwelijk werd echter reeds in 1326 ontbonden en Alfons trouwde in 1328 met Maria van Portugal. Alfons liet later echter zijn vrouw in de steek voor Leonor Núñez de Guzmán en ging openlijk met haar samenwonen, hetgeen María ertoe deed besluiten terug te keren naar Portugal. 

Hierdoor dreigde een conflict tussen de troon van Castilië en het Portugese koningshuis. Alfons legde het conflict bij, waarschijnlijk omdat hij de steun van de Portugezen nodig had in de strijd tegen de Moren. In 1338 sloot hij ook een verbond met het koningshuis van Aragón.
Zijn deelname aan de Honderdjarige Oorlog had de uitbreiding van de Spaanse wolhandel en het openleggen van nieuwe markten in het graafschap Vlaanderen tot gevolg.
Gedurende zijn regering versterkte hij het koningschap door het onderdrukken van de broederschappen, (in het Spaans Hermandades), en de opstandige adel. Toen hij zich verzekerd wist van bondgenoten en de rust in zijn rijk hersteld was, kon hij al zijn aandacht besteden aan de strijd tegen de Moren, die eerst in 1333 Gibraltar hadden ingenomen en vervolgens in 1340 de Castiliaanse vloot bij Algeciras hadden verslagen.
Samen met de Portugezen gelukte het hem op 28 november 1340 de laatste inval van de Moren te stuiten door hen bij de Rio Salado te verslaan, waarna hij in 1344 Algeciras kon heroveren. Alfons XI overleed aan de pest tijdens het beleg van Gibraltar.
Na zijn dood liet Maria van Portugal haar rivale Leonor gevangennemen en executeren. Alfons XI werd opgevolgd door zijn enige zoon uit het huwelijk met Maria, Peter I van Castilië, later "Peter de Wrede" genoemd.

## Nageslacht
Met Maria van Portugal:
- Fernando (1332-1333)
- Peter I van Castilië (1334-1369)

Met Leonor Núñez de Guzmán:
- Peter Alfons, Heer van Aguilar (1330 - 1338)
- Sancho Alfonso van Castilië, Heer van Ledesma (1331 - 1343)
- Hendrik II van Castilië (1334 - 1379)
- Fadrique Alfonso van Castilië (1333 - 1358)
- Ferdinand Alfonso van Castilië, Heer van Ledesma (1336 - ca. 1350)
- Tello van Trastámara, Heer van Aguilar de Campo (1337 - 1370)
- Johan Alfonso van Castilië, Heer van Badajoz en Jerez de la Frontera (1341 - 1359), vermoord in opdracht van Peter I van Castilië
- Johanna Alfons van Castilië, Vrouwe van Trastamara (1342 - na 1376)
- Sancho van Castilië ( (1342 – 1374))
- Peter Alfons van Castilië (1345 - 1359), vermoord in opdracht van Peter I van Castilië

## Voorouders
| Voorouders van Alfons XI van Castilië | Voorouders van Alfons XI van Castilië                                      | Voorouders van Alfons XI van Castilië                                      | Voorouders van Alfons XI van Castilië                                      | Voorouders van Alfons XI van Castilië                                      | Voorouders van Alfons XI van Castilië                                      | Voorouders van Alfons XI van Castilië                                      | Voorouders van Alfons XI van Castilië                                      | Voorouders van Alfons XI van Castilië                                      |
| ------------------------------------- | -------------------------------------------------------------------------- | -------------------------------------------------------------------------- | -------------------------------------------------------------------------- | -------------------------------------------------------------------------- | -------------------------------------------------------------------------- | -------------------------------------------------------------------------- | -------------------------------------------------------------------------- | -------------------------------------------------------------------------- |
| Overgrootouders                       | Alfons X van Castilië (1221–1284) ∞ Violante van Aragón (1236–1301)        | Alfons X van Castilië (1221–1284) ∞ Violante van Aragón (1236–1301)        | Alfons van Molina (1202–1272) ∞ Mayor Alfonso de Menezes ( -1244)          | Alfons van Molina (1202–1272) ∞ Mayor Alfonso de Menezes ( -1244)          | Alfons III van Portugal (1210–1279) ∞ Beatrix van Castilië (1242–1303)     | Alfons III van Portugal (1210–1279) ∞ Beatrix van Castilië (1242–1303)     | Peter III van Aragón (1239–1285) ∞ Constance van Sicilië (1249–1302)       | Peter III van Aragón (1239–1285) ∞ Constance van Sicilië (1249–1302)       |
| Grootouders                           | Sancho IV van Castilië (1258–1295) ∞ Maria van Molina (1265–1321)          | Sancho IV van Castilië (1258–1295) ∞ Maria van Molina (1265–1321)          | Sancho IV van Castilië (1258–1295) ∞ Maria van Molina (1265–1321)          | Sancho IV van Castilië (1258–1295) ∞ Maria van Molina (1265–1321)          | Dionysius van Portugal (1261–1325) ∞ Elisabeth van Aragón (1271–1336)      | Dionysius van Portugal (1261–1325) ∞ Elisabeth van Aragón (1271–1336)      | Dionysius van Portugal (1261–1325) ∞ Elisabeth van Aragón (1271–1336)      | Dionysius van Portugal (1261–1325) ∞ Elisabeth van Aragón (1271–1336)      |
| Ouders                                | Ferdinand IV van Castilië (1285–1312) ∞ Constance van Portugal (1290–1313) | Ferdinand IV van Castilië (1285–1312) ∞ Constance van Portugal (1290–1313) | Ferdinand IV van Castilië (1285–1312) ∞ Constance van Portugal (1290–1313) | Ferdinand IV van Castilië (1285–1312) ∞ Constance van Portugal (1290–1313) | Ferdinand IV van Castilië (1285–1312) ∞ Constance van Portugal (1290–1313) | Ferdinand IV van Castilië (1285–1312) ∞ Constance van Portugal (1290–1313) | Ferdinand IV van Castilië (1285–1312) ∞ Constance van Portugal (1290–1313) | Ferdinand IV van Castilië (1285–1312) ∞ Constance van Portugal (1290–1313) |
| Alfons XI van Castilië (1311–1350)    |                                                                            |                                                                            |                                                                            |                                                                            |                                                                            |                                                                            |                                                                            |                                                                            |